# Palacio de la Princesa de Belmonte
El palacio de la Princesa de Belmonte era una fortaleza ubicada en el municipio español de Fabara, en la provincia de Zaragoza.

## Historia
Alfonso II de Aragón reconquistó estas tierras en 1169 y poco después las entregó en encomienda a la Orden de Calatrava, que las tuvo en señorío ente 1179 y 1328. En 1428, Alfonso V de Aragón autorizó a su hermano, Juan II de Navarra para que intercambiara con el maestre de la Orden de Calatrava la villa de Colmenar por varias localidades, entre las que se encontraba Fabara. Pero duró poco, ya que al año siguiente pasó a manos de Francisco de Ariño, hijo del también llamado Francisco de Ariño, secretario de Alfonso V de Aragón.

## Descripción
Si bien existía con anterioridad, los restos que han llegado hasta nuestros días, son coetáneos a la Iglesia de San Juan Bautista. Pascual Madoz en su Diccionario geográfico-estadístico-histórico de España y sus posesiones de Ultramar al describir el castillo de Fabara a mediados del siglo XIX cita: 

«el castillo casi totalmente derruido en el extremo norte del pueblo».

 Tal como indica Madoz, Se encontraba situado en el borde de la meseta donde se asienta Fabara y tan solo se conservan tres arcos apuntados construidos con piedra sillar y una portada de medio punto con grandes dovelas y que hoy en día forma parte de viviendas particulares. También en la parte de atrás un muro con tres ventanas con dintel. El resto ha sido reutilizado para la construcción de la casa consistorial del municipio y de otras viviendas.